# Футбольная ассоциация Сьерра-Леоне
Футбольная ассоциация Сьерра-Леоне (англ. Sierra Leone Football Association) — организация, осуществляющая контроль и управление футболом в Сьерра-Леоне. Располагается во Фритауне. ФАСЛ основана в 1960 году, вступила в ФИФА в 1960 году, а в КАФ — в 1967 году. В 1975 году стала членом-основателем Западноафриканского футбольного союза. Ассоциация организует деятельность и управляет национальными сборными по футболу (мужской, женской, молодёжными). Под эгидой ассоциации проводится чемпионат страны и многие другие соревнования.